# Gérard Bach-Ignasse
 (janvier 2018).
Si vous disposez d'ouvrages ou d'articles de référence ou si vous connaissez des sites web de qualité traitant du thème abordé ici, merci de compléter l'article en donnant les références utiles à sa vérifiabilité et en les liant à la section « Notes et références ».
Gérard Ignasse, utilisant le pseudonyme de Gérard Bach ou Gérard Bach-Ignasse, est un militant politique et politologue français, né le 28 novembre 1951 et mort d'une hémorragie interne le 29 janvier 2003 à Paris.
Militant de la cause homosexuelle, il est l'un des inventeurs du PACS.

## Biographie
Gérard Ignasse milita jeune au sein des jeunes du PSU, au sein de la tendance GOP (Gauche ouvrière et paysanne), qu'il quitte en juin 1972 et puis à l'OCT (Organisation communiste des travailleurs), mouvement trotskiste qu'il quitta en 1978 ou 1979.
Titulaire d'un doctorat de droit, il fut notamment maître de conférences à l'université de Reims et également à l'université de Paris-X (Nanterre) et à l'université de Nancy. 
Il avait pris le pseudonyme de « Gérard Bach » par amour de la musique classique (il lui arrivait de donner des cours de piano).
Il milita dans les mouvements homosexuels, en particulier au Comité d'urgence anti-répression homosexuelle et son mensuel Homophonies, au Comité homosexuel de l'ouest parisien (CHOP) de la faculté de Nanterre (fin-70, début-80) et aux Universités d’été euroméditerranéennes des homosexualités de Marseille. Il fut, avec d'autres (entre autres Jan-Paul Pouliquen et Jean-Pierre Michel), l'un des fondateurs du PACS.

## Publications
- Homosexualités, Expression/Répression, éditions Le Sycomore, 1982
- Rapport gai, enquête sur les modes de vies homosexuels, avec Jean Cavailhès et Pierre Dutey, éditions Persona, 1984
- Homosexualité : la reconnaissance ?, éditions Espace Nuit, 1988
- Éthique et formation, L'Harmattan, 1998.
- Les pacsé-e-s, L'Harmattan, 2002.
- Genres et sexualités, L'Harmattan, 2003.

### Manuels universitaires
- Institutions politiques et administratives, Ellipses, 1994
- Les collectivités territoriales françaises et les cultures européennes, Ellipses, 1994
- Introduction à la sociologie, Ellipses, 1999